# Misumenops fluminensis
Misumenops fluminensis là một loài nhện trong họ Thomisidae.
Loài này thuộc chi Misumenops. Misumenops fluminensis được Cândido Firmino de Mello-Leitão miêu tả năm 1929.